# Wilhelmskirche (Bad Nauheim)

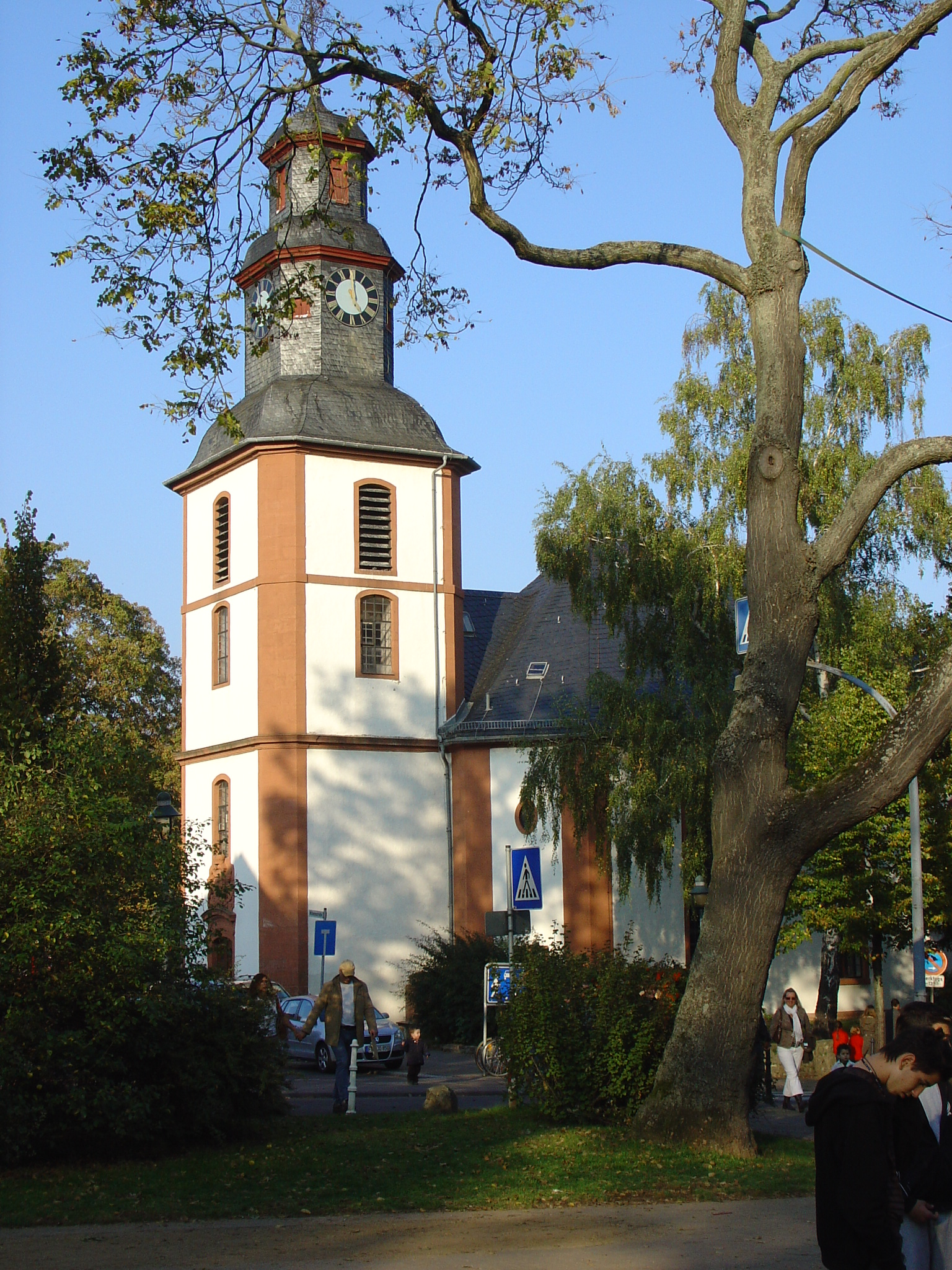
Wilhelmskirche von Südwesten

Die Wilhelmskirche in Bad Nauheim im Wetteraukreis in Hessen ist die ehemalige reformierte Kirche der Stadt.

## Kirchenpolitischer Hintergrund
Nach dem Tod des letzten (lutherischen) Grafen von Hanau, Johann Reinhard III., fiel die Grafschaft Hanau-Münzenberg, zu der (Bad) Nauheim gehörte, 1736 an den (reformierten) Landgrafen von Hessen-Kassel. Die Lutheraner (Bad) Nauheims hatten einige Jahre zuvor – noch unter dem lutherischen Grafen – einen eigenen Kirchenneubau erhalten, die Reinhardskirche. Nachdem der neue Landesherr nun reformierter Konfession war, versprach sich die reformierte Gemeinde Hilfe von ihm bei ihren Neubauplänen. Der neue Landesherr, Landgraf Wilhelm VIII. von Hessen-Kassel, war bereit zu helfen, falls ein ordnungsgemäßer Bauablauf sichergestellt war. Diesen sah er als gewährleistet an, falls die Aufsicht darüber bei dem Hanauer Baumeister Christian Ludwig Hermann lag. So wurde dann auch verfahren.

## Gebäude
Die Bauausführung lag in den Händen von Johann Philipp Wörrishöfer, der nach Vorgaben von Christian Ludwig Hermann arbeitete. Die Kirche entstand an der Stelle eines mittelalterlichen Vorgängerbaus in den Jahren 1740–1742. Ursprünglich sollte der mittelalterliche Kirchturm erhalten bleiben und für die neue Kirche verwendet werden. Während der Abbrucharbeiten am alten Kirchenschiff stellte sich aber heraus, dass die Bausubstanz des Turms zu schlecht und nicht zu halten war.
Errichtet wurde ein längsrechteckiges Gebäude mit abgeschrägten Ecken und einem Glockenturm vor der westlichen Schmalseite, der zugleich den Haupteingang betont. Der Innenraum wurde als Querkirche gestaltet, Kanzel und Altar vor der südlichen Längswand angeordnet. Im Gegensatz zu den anderen Kirchen von Christian Ludwig Hermann wurde die Wilhelmskirche statt mit Rundbogenfenstern mit Stichbogenfenstern versehen.

## Weiteres Schicksal des Gebäudes
Nachdem die Hanauer Union 1818 die beiden konfessionsunterschiedlichen evangelischen Gemeinden auch in (Bad) Nauheim vereinigt hatte, wurde, der konfessionelle Unterschied war ja weggefallen, die ehemals „Reformierte Kirche“ jetzt in „Wilhelmskirche“ (nach dem Bauförderer, Landgraf Wilhelm VIII.) umbenannt. Die größere Wilhelmskirche wurde ab 1824/25 allein als Ort für Gottesdienste genutzt, die Reinhardskirche für diesen Zweck aufgegeben. Nachdem 1906 die Dankeskirche errichtet worden war, wurde die Wilhelmskirche für reguläre Gottesdienste aufgegeben.
Seit 1926 ist das Gebäude der Wilhelmskirche evangelisches Gemeindezentrum und wurde dafür mehrmals umgebaut.
Zeitweilig wurden Räumlichkeiten des Gebäudes als Schulräume für die nahe gelegene Ernst-Ludwig-Schule genutzt.